# ۱۳۹۲ (خورشیدی)
سال ۱۳۹۲ خورشیدی، هزار و سیصد و نود و دومین سال گاه‌شماری هجری خورشیدی و سالی عادی بود.
سرآغاز این سال روز پنجشنبه، ۱ فروردین ۱۳۹۲، ۲۱ مارس ۲۰۱۳ میلادی، برابر با ۹ جمادی‌الاول ۱۴۳۴ هجری قمری است.لحظهٔ تحویل سال ساعت ۱۴ و ۳۱ دقیقه و ۵۶ ثانیه، روز چهارشنبه ۳۰ اسفند ۱۳۹۱ هجری خورشیدی
مطابق ۸ جمادی‌الاول ۱۴۳۴ هجری قمری (قراردادی)
و ۲۰ مارس ۲۰۱۳ میلادی

## نام‌گذاری‌ها
- این سال در گاه‌شماری حیوانی سال مار (蛇) است.
- حماسهٔ سیاسی و حماسهٔ اقتصادی توسط سید علی خامنه‌ای دومین رهبر جمهوری اسلامی ایران

## رویدادها

### سیاسی

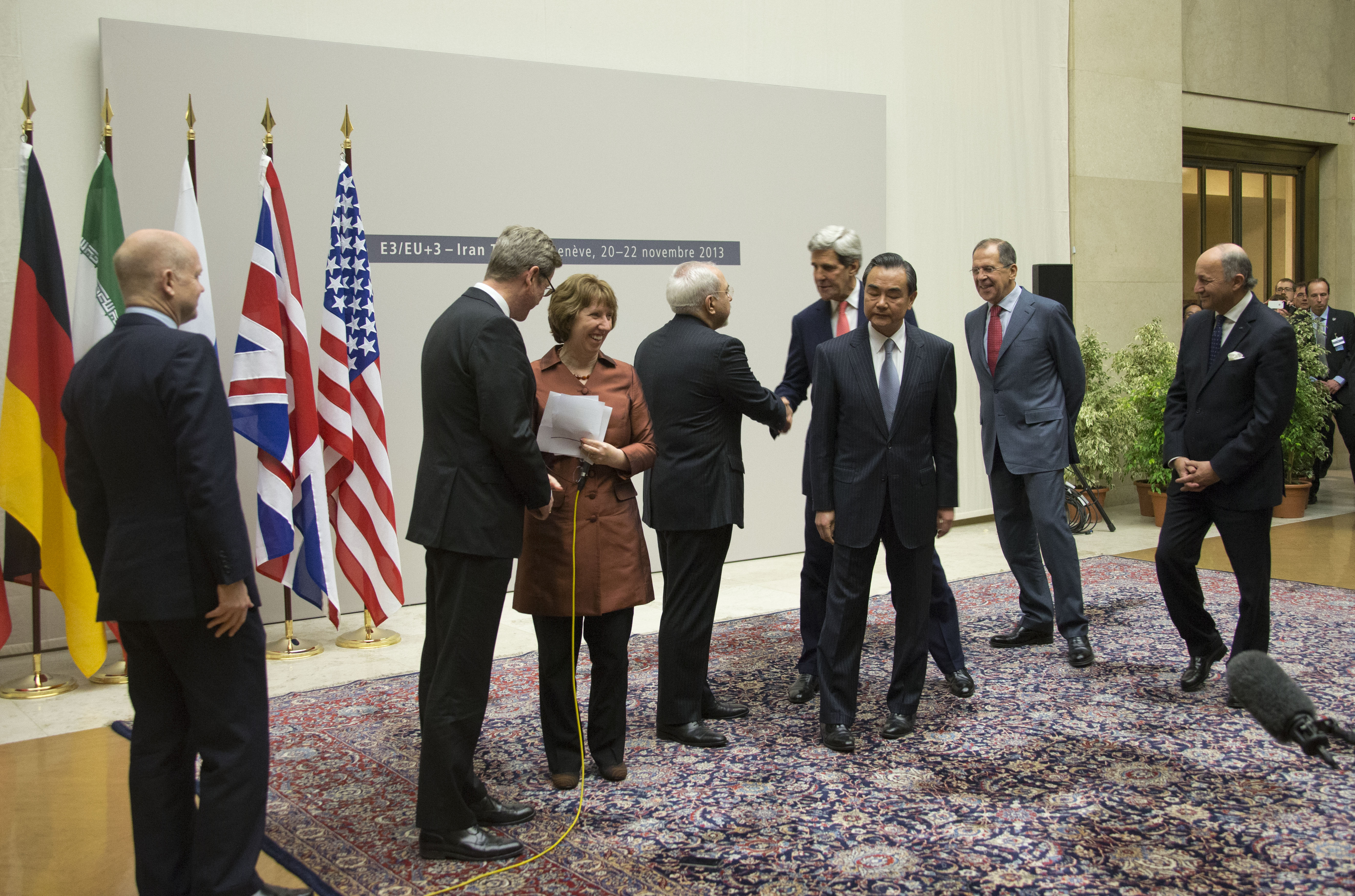
پایان مذاکرات ژنو بین ایران و گروه ۱+۵ در روز ۳ آذرماه ۱۳۹۲

#### اردیبهشت/ثور
- ۳۱ اردیبهشت - شورای نگهبان قانون اساسی ایران، اسامی ۸ نامزد احراز صلاحیت‌شده برای یازدهمین انتخابات ریاست جمهوری ایران را اعلام کرد. در میان ۶۷۸ نامزدِ ردِ صلاحیت‌شده، نام افراد سرشناسی چون اکبر هاشمی رفسنجانی و اسفندیار رحیم مشایی وجود داشت.[۲]

خرداد/جوزا
- ۱۶ خرداد -  ادوارد اسنودن ، کارمند سابق CIA ، عملیات مربوط به برنامه نظارت گسترده دولت ایالات متحده را برای نشریات خبری افشا و از کشور فرار کرد و بعداً به روسیه پناهنده شد.
- ۲۴ خرداد - یازدهمین انتخابات ریاست جمهوری در ایران برگزار شد و بنابر اطلاعیه وزارت کشور که در ۲۵ خرداد ۱۳۹۲ منتشر شد حسن روحانی در این دوره با کسب ۵۰٫۷٪ آرا رسماً به عنوان هفتمین رئیس‌جمهور ایران برگزیده شد.[۳]

تیر/سرطان
- ۴ تیر - حمد بن خلیفه آل ثانی امیر قطر از قدرت کناره گیری کرد و پسرش تمیم بن حمد آل ثانی قدرت را به دست گرفت.
- ۱۲ تیر - ارتش مصر با رهبری عبدالفتاح السیسی، وزیر دفاع، دولت قانونی به ریاست محمدمرسی را سرنگون کرد.

#### مهر/میزان
- ۵ مهر - در رویدادی بی‌سابقه، رؤسای جمهور کشورهای جمهوری اسلامی ایران و ایالات متحده از طریق تلفن با هم سخن گفتند. این مکالمه در جریان سفر آقای روحانی، رئیس‌جمهور ایران به نیویورک برای شرکت در مجمع عمومی سالانه سازمان ملل متحد انجام شد.[۴]

#### آبان/عقرب
- ۲۹ عقرب. کمیسیون انتخابات افغانستان نام ۱۱ نامزد نهایی انتخابات ریاست جمهوری را اعلام کرد. این انتخابات در دو دور در ۱۳۹۳ برگزار شد.[۵]
- ۳۰ آبان - تظاهرات طرفدار اتحادیه اروپا در اوکراین پس از آنکه رئیس جمهور ویکتور یانوکوویچ توافق نامه ارتباط اقتصادی بین اتحادیه اروپا و اوکراین را به نفع روابط نزدیکتر با روسیه رد کرد ، آغاز می شود.

#### آذر/قوس
- ۳ آذر - ایران و گروه ۱+۵ پس از گفتگوهای طولانی بر سر برنامه هسته‌ای ایران به توافق رسیدند تا اگر ایران غنی‌سازی اورانیوم خود را به شکل محدودی ادامه دهد و با بازرسان آژانس بین‌المللی انرژی اتمی همکاری کند، بخشی از تحریم‌های وضع‌شده تعلیق شوند و تحریم جدیدی علیه این کشور به تصویب نرسد.[۶][۷]

#### بهمن/دلو
- ۲۹ بهمن - نهمین کنفرانس بین‌المجالس اسلامی با حضور ۴۷ هیئت پارلمانی در تهران آغاز به کار کرد.[۸]
- اسفند/حوت
- ۲۵ اسفند - ورود نیروهای روسیه به شبه جزیره کریمه اوکراین پس از همه‌پرسی

### اجتماعی
- ۲۰ فروردین - زمین‌لرزه در شهرستان دشتی، استان بوشهر (جنوب ایران) در ساعت محلی ۱۶:۲۲ با قدرت ۶٬۳ ریشتر که ۳۷ کشته و حدود هزار نفر مصدوم و تخریب بیش از سه هزار واحد مسکونی برجای گذاشت.
- ۲۷ فروردین - زمین‌لرزه‌ای سراوان در استان سیستان و بلوچستان را به بزرگی ۷٫۵ ریشتر، مقارن ساعت ۱۵:۱۴ به وقت محلی به لرزه درآورد.
- ۲۸ آبان - در پی آلودگی شدید هوا و بارش باران اسیدی بیش از ۱۵ هزار خوزستانی تا ۲۸ آبان به بیمارستان‌ها مراجعه کردند. این وضعیت هوا، در طول فصل پاییز برقرار بود.[۹][۱۰]
- ۷ آذر - زمین‌لرزه در شهرستان دشتستان، استان بوشهر (جنوب ایران) در ساعت محلی ۱۷:۲۱ با قدرت ۵٬۷ ریشتر که ۷ کشته و حدود ۶۶ مصدوم و تخریب بیش از سیصد واحد مسکونی برجای گذاشت.
- ۲۹ دی - یک ساختمان پنج‌طبقه در خیابان جمهوری تهران آتش گرفت و طی آن دو کارگر زن خود را از ساختمان پایین انداختند و جان باختند. فیلم‌هایی که از این حادثه در دنیای مجازی پخش شد، حساسیت مردم و دولتمردان را نسبت به نارسایی‌های فنی سازمان آتش‌نشانی تهران برانگیخت.[۱۱][۱۲]
- ۱۲ اسفند - جنایت قتل غزاله شکور دانشجوی هنر ایران و اتریش
- ۲۰ اسفند - دستگیری آرمان عبدالعالی ؛ دوست پسر و عامل جنایت قتل غزاله شکور [۱۳]

### هنری
- ۲۱ شهریور - خانه سینما در ایران بازگشایی شد. این خانه که توسط وزیر فرهنگ و ارشاد اسلامی دولت دهم در ۷ خرداد ۱۳۹۱ بسته شده بود پس از اصلاح اساسنامه و با بر سر کار آمدن دولت جدید، در روز ملی سینما بازگشایی شد.[۱۴][۱۵]
- ۲۱ آذر - فیلم «گذشته» ساختهٔ اصغر فرهادی نامزد دریافت هفتاد و یکمین جایزه گلدن گلوب در بخش فیلم‌های غیرانگلیسی‌زبان شد ولی در نهایت نتوانست به جایزه دست یابد. اما در همین روز در استرالیا، فیلم «حوض نقاشی» اثر مازیار میری از سوی یونسکو به عنوان بهترین فیلم انتخاب شد.[۱۶][۱۷][۱۸]
- دی - بازنشر آلبوم پرطرفدار دهاتی، شادمهر عقیلی پس از ۱۴ سال.

### ورزشی
- ۲۰ اردیبهشت - تیم فوتبال استقلال تهران در دوازدهمین دوره لیگ برتر فوتبال باشگاه‌های ایران به قهرمانی رسید.[۱۹]
- ۲۸ خرداد - تیم ملی فوتبال ایران با پیروزی یک بر صفر بر کره جنوبی در شهر اولسان توانست مجوز حضور در بازی‌های جام جهانی ۲۰۱۴ برزیل را به دست آورد.[۲۰]
- ۲۰ مرداد - تیم ملی بسکتبال ایران با شکست تیم ملی فیلیپین در مانیل توانست پس از ۴ سال بار دیگر به قهرمانی آسیا برسد.[۲۱]

### نجومی
- گرفت‌ها:
  - خورشیدگرفتگی حلقوی ۲۰ اردیبهشت، (غیرقابل رؤیت در ایران)
  - خورشیدگرفتگی حلقوی-کلی ۱۲ آبان، (قابل رؤیت در غرب و مرکز ایران به صورت جزئی)[۲۲]
  - ماه‌گرفتگی جزئی ۶ اردیبهشت، (قابل رؤیت در ایران و دامنه گرفتگی به وقت ایران ۲۴ تا ۵۱ دقیقه بامداد ۶ اردیبهشت)[۲۳]
- نمایان شدن دنباله‌دار سی/۲۰۱۱ ال ۴، از تاریخ ۱۷ اسفند ۱۳۹۱ تا ۱۴ فروردین ۱۳۹۲ که با چشم غیرمسلح نیز در صورت فلکی قیطس، حوت و آندرومدا قابل رؤیت است.[۲۴]
- نمایان شدن دنباله‌دار سی/۲۰۱۲ اس۱ یا آیسون، که در ۸ آذر بر اثر گرانش خورشید متلاشی شد.

13 آبان - محمدحسین شهریاری

## درگذشتگان

### فروردین

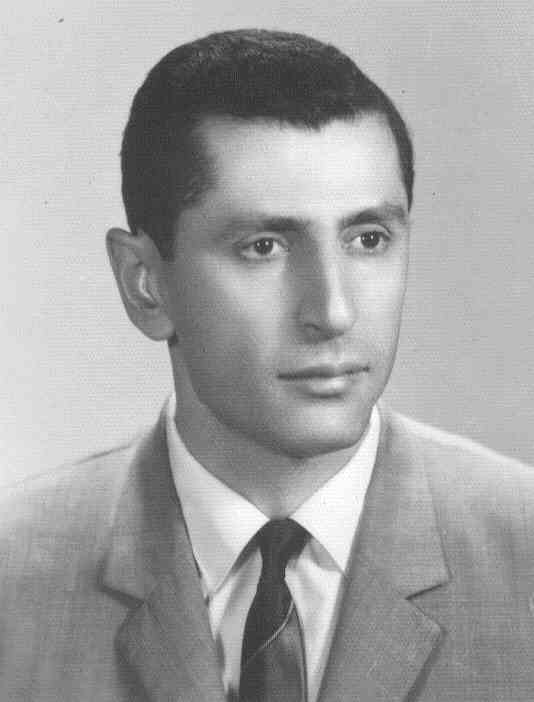
داریوش صفوت

- ۲ - هوشنگ کاووسی، منتقد ایرانی سینما (زادهٔ ۱۳۰۱)
- ۹ - غلامرضا اسلامی بیدگلی، پژوهشگر ایرانی در امور مالی (زادهٔ ۱۳۲۵)
- ۱۱ - احمد صدر حاج‌سیدجوادی، از اعضای اولیه و بنیانگذار نهضت آزادی ایران (زادهٔ ۱۲۹۶)
- ۱۲ - محمود عبادیان، استاد ایرانی فلسفه (زادهٔ ۱۳۰۷)
- ۱۲ - عسل بدیعی، بازیگر ایرانی سینما (زادهٔ ۱۳۵۶)
- ۱۸ - محسن پودنکی، کشتی‌گیر فرنگی‌کار ایرانی (زادهٔ ۱۳۵۶)
- ۲۰ - سید جلال یحیی‌زاده، سیاستمدار ایرانی (زادهٔ ۱۳۳۹)
- ۲۲ - باقر عاقلی، نویسنده، روزنامه‌نگار، پژوهشگر و مورخ ایرانی (زادهٔ ۱۳۰۸)
- ۲۷ - داریوش صفوت، موسیقی‌دان ایرانی (زادهٔ ۱۳۰۷)
- ۳۰ - سعدالله رحمت‌خواه ملقب به سعدی افشار، بازیگر کمدی سیاه‌بازی ایرانی (زادهٔ ۱۳۱۳)
- ۳۰ - سوران کردستانی، محقق، ایران شناس، نویسنده و شاعر کرد ایرانی( زاده ۱۳۳۴)
- ۳۱ - آیت‌الله غلام‌رضا رضوانی فقیه ایرانی (زادهٔ ۱۳۰۹)
- ۳۱ - سیروس وقوعی، منتقد سینما و شاعر ایرانی (زادهٔ ۱۳۳۶)

### اردیبهشت

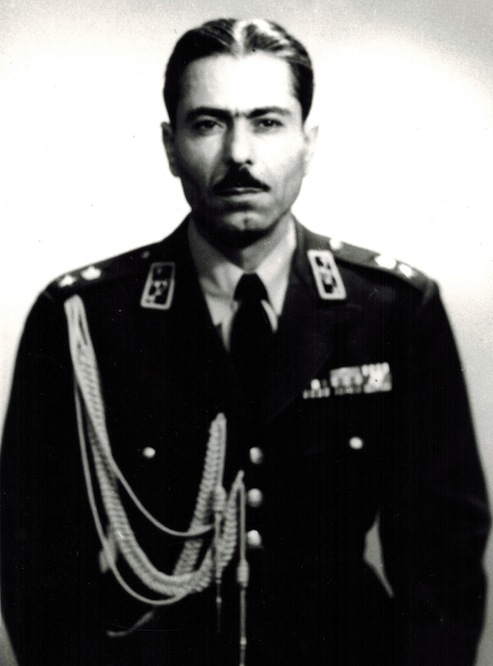
حسن علوی‌کیا

- ۵ - پرویز مرزبان، مترجم، مفسر و استاد ایرانی هنر (زادهٔ ۱۲۹۶)
- ۵ - امیرحسین فردی، نویسنده و مدیر مرکز آفرینش‌های ادبی حوزه هنری (زادهٔ ۱۳۲۸)
- ۶ - حسن علوی‌کیا، نظامی ایرانی و بنیانگذار ساواک (زادهٔ ۱۲۹۱)
- ۷ - رحمت‌الله صدیق سروستانی، جامعه‌شناس ایرانی (زادهٔ ۱۳۲۷)
- ۱۸ - مرتضی نعمتی‌جو مشهور به رامین نعمتی، بازیگر سینما و تلویزیون (زادهٔ ۱۳۲۹)
- ۱۹ - صادق تیرافکن، عکاس و هنرمند مفهومی (زادهٔ ۱۳۴۴)
- ۲۰ - محمد گلبن، نویسنده، پژوهشگر، فهرست‌نگار ایرانی (زادهٔ ۱۳۱۴)
- ۲۱ - محمود مرتضایی‌فر (وزیر شعار)، مجری نماز جمعه تهران (زادهٔ ۱۳۱۳)
- ۲۳ - علی‌اکبر شکرایی، پدر بوکس ایران (زادهٔ ۱۳۰۹)
- ۲۴ - سید عزالدین حسینی زنجانی، فقیه ایرانی و مرجع تقلید شیعه (زادهٔ ۱۳۰۰)
- ۲۵ - امید عباسی، آتش‌نشان ایرانی (زادهٔ ۱۳۵۷)
- ۲۸ - محمد قهرمان، شاعر ایرانی (زادهٔ ۱۳۰۸)
- ۲۸ - فهیمه رحیمی، رمان‌نویس ایرانی (زادهٔ ۱۳۳۱)
- ۳۰ - پروانه وثوق، فوق تخصص خون و آنکولوژی کودکان (زادهٔ ۱۳۱۴)
- ۳۰ - احمد جورقانیان، آرشیویست سینمای ایران (زادهٔ ۱۳۳۱)

### خرداد

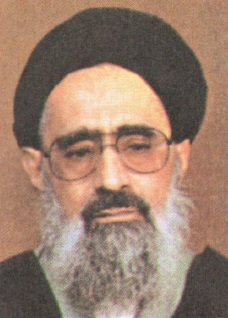
جلال‌الدین طاهری

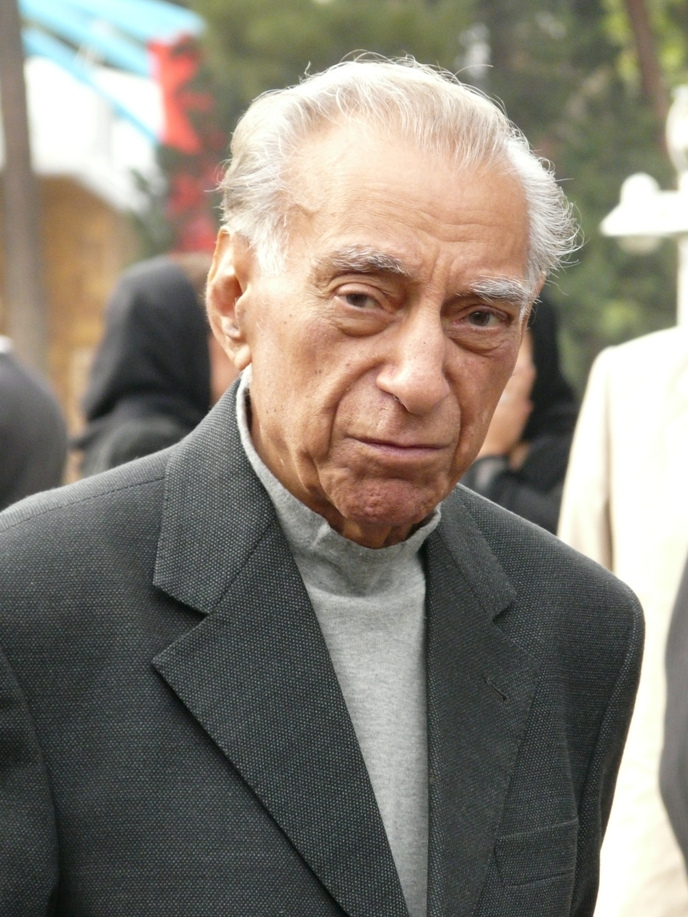
فریدون حافظی

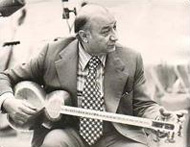
جلیل شهناز

- ۱۲ خرداد - جلال‌الدین طاهری، فقیه ایرانی و امام جمعه اصفهان (زادهٔ ۱۳۰۵)
- ۱۶ خرداد - فریدون حافظی، نوازنده ایرانی (زاده ۱۳۰۱)
- ۲۶ خرداد - آیت‌الله سید یوسف مدنی تبریزی، فقیه ایرانی (زاده ۱۳۰۷)
- ۲۷ خرداد - جلیل شهناز، نوازنده ایرانی (زاده ۱۳۰۰)
- ۲۸ خرداد - فهیمه رحیمی، نویسنده رمان‌های عامه‌پسند
- ۲۹ خرداد - بهمن سرکاراتی، زبان‌شناس ایرانی (زاده ۱۳۱۶)
- ۳۱ خرداد - عبدالعزیز فرمانفرمائیان، معمار ایرانی و استاد دانشگاه (زادهٔ ۱۲۹۹)
- ۳۱ خرداد - مینا ایزدیار، پزشک زرتشتی و بنیانگذار انجمن تالاسمی ایران

### تیر

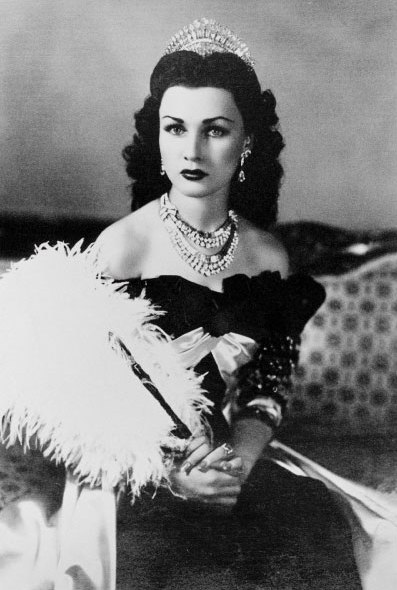
فوزیه (همسر محمدرضا شاه پهلوی)

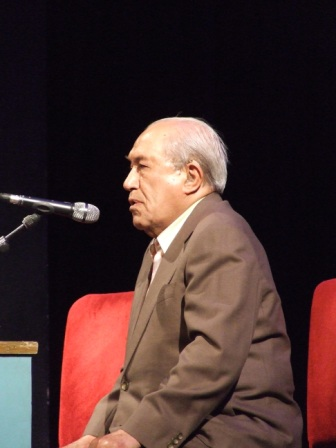
احمد ابراهیمی

- ۴ - احمد ابراهیمی، استاد آواز ایرانی (زادهٔ ۱۳۰۵)
- ۴ - حبیب‌الله معلمی، شاعر و نوحه سرای ایرانی (زادهٔ ۱۳۰۵)
- ۵ - تقی روحانی، گوینده رادیو (اهل ایران) (زادهٔ ۱۲۹۹)
- ۱۱ - فوزیه فؤاد، شاهدخت مصر و ملکه ایران(همسر اول محمدرضاشاه پهلوی) (زادهٔ ۱۳۰۰)
- ۱۱ - پری غفاری، خواننده و بازیگر ایرانی تلویزیون و سینما (زادهٔ ۱۳۰۹)
- ۱۶ - ایرج ایقانی، نوازنده ایرانی (زادهٔ ۱۳۲۵)
- ۲۷ - فتح‌الله فلاحیان، استاد دانشگاه، پژوهشگر و یکی از پیشکسوتان دانش گیاه‌شناسی و پدر علم قارچ‌شناسی ایران، اهل ایران ( زاده ۱۳۰۸)

### مرداد
- ۳ - محمود استادمحمد، بازیگر ایرانی (زادهٔ ۱۳۲۹)
- ۱۲ - مرشد ترابی، نقال و داستان‌سرای ایرانی (زادهٔ ۱۳۱۵)
- ۱۹ - سید ابراهیم بحرالعلومی، بازیگر (اهل ایران) (زادهٔ ۱۳۲۹)
- ۲۰ - رستم وسکانیان، معمار ایرانی ارمنی‌تبار (زادهٔ ۱۳۱۱)
- ۲۷ - محمد زهرایی، ناشر و ویراستار ایرانی (زادهٔ ۱۳۲۷)
- ۳۱ - محمد دانشور، روزنامه‌نگار ایرانی (زادهٔ ۱۳۰۳)

### شهریور
- ۸ - محمدتقی شریفی، بازیگر ایرانی (زادهٔ ۱۲۹۸)
- ۸ - لطفی منصوری، مدیر و کارگردان ایرانی اپرا (زادهٔ ۱۳۰۸)
- ۱۰ - اصغر افضلی، دوبلور ایرانی سینما و تلویزیون (زادهٔ ۱۳۱۷)
- ۱۶ - سید حسن طاهری خرم‌آبادی، فقیه ایرانی (زادهٔ ۱۳۱۷)
- ۲۰ - عبدالمحمد آیتی، پژوهشگر، نویسنده و مترجم ایرانی (زادهٔ ۱۳۰۵)
- ۳۰ - احمد عطایی، ناشر ایرانی (زادهٔ ۱۲۹۸)

### مهر

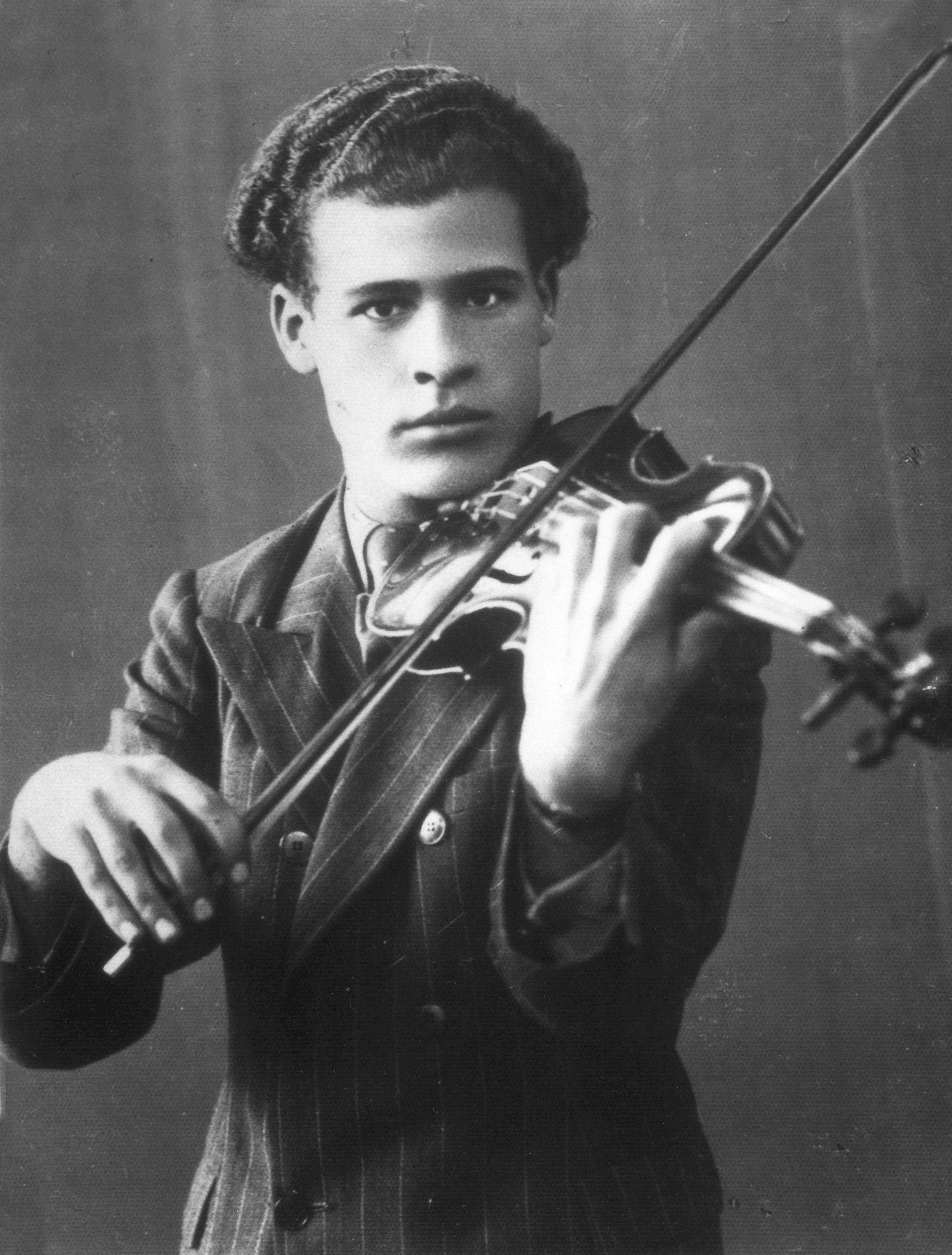
محمود ذوالفنون

- ۳ - حمید مظهری، شاعر ایرانی (زادهٔ ۱۳۱۷)
- ۳؟ - محرم بسیم، بازیگر ایرانی (زادهٔ ۱۲۹۹)
- ۴ - مزار گلستانه، ایرانشناس ایرانی (زادهٔ ۱۳۲۶)
- ۷ - مصطفی رهنما، روحانی و روزنامه‌نگار مبارز ایرانی (زادهٔ ۱۳۰۴)
- ۱۵ - رضا خمسه‌ای، هنرمند ایرانی خیمه‌شب‌بازی (زادهٔ ۱۳۱۳)
- ۱۵ - هما زاهدی، سیاستمدار ایرانی (زادهٔ ۱۳۰۹)
- ۱۷ - ناصر فروغ، بازیگر ایرانی (زادهٔ ۱۳۲۹)
- ۱۸ - کاظم ساریخانی، جودوکار ایرانی (زادهٔ ۱۳۵۷)
- ۱۹ - حیدرعلی طالب‌پور، شاعر ایرانی (زادهٔ ۱۳۰۹)
- ۲۳ - محی‌الدین حق‌شناس، شاعر و ادیب کرد ایرانی (زادهٔ ۱۳۰۳)
- ۲۴ - رجبعلی طاهری، سیاستمدار ایرانی (زادهٔ ۱۳۱۵)
- ۲۷ - محمود ذوالفنون، نوازنده و مدرس ایرانی ویولن (زادهٔ ۱۲۹۹)
- ۲۷ - محمدصادق مدنی، راه‌اندازی اتاق پایاپای سهام و تسویه وجوه در سازمان کارگزاران بورس اوراق بهادار تهران (سابق)، مشاور ارشد راه‌اندازی بورس فلزات و بورس کشاورزی، اهل ایران (زاده ۱۳۳۰)
- ۲۸ - اسماعیل ارحام‌صدر، بازیگر ایرانی تئاتر (زادهٔ ۱۳۰۷)
- ۲۹ - علی‌اکبر نقی‌پور، پزشک، مورخ، نویسنده و عضو کردتبار جبهه ملی ایران (زادهٔ ۱۳۱۵)

### آبان

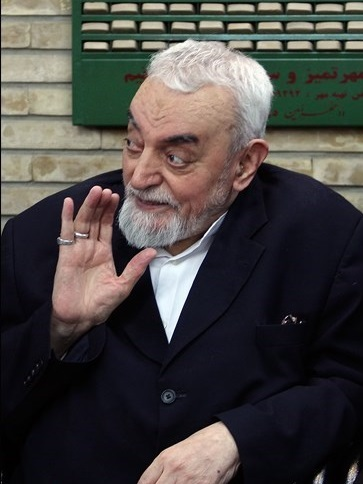
حبیب‌الله عسگراولادی

- ۷ - آیت‌الله شیخ عبدالجلیل جلیلی کرمانشاهی، دانشمند دینی ایرانی (زادهٔ ۱۳۰۲)
- ۱۴ - ابوالقاسم غفاری، نخستین دانشمند ایرانی شاغل در ناسا (زادهٔ ۱۲۸۶)
- ۱۴ - حبیب‌الله عسگراولادی، سیاستمدار و بازرگان ایرانی (زادهٔ ۱۳۱۱)
- ۱۵ - رضا کریمی، سینماگر ایرانی (زادهٔ ۱۳۰۷)
- ۲۰ - هوشنگ کاوه، تهیه‌کنندهٔ ایرانی سینما (زادهٔ ۱۳۰۵)
- ۲۰ - سعید رجائی خراسانی، سیاستمدار و دیپلمات ایرانی (زادهٔ ۱۳۱۵)
- ۲۳ - محمدعلی ابرآویز، شاعر، عکاس و ترانه‌سرای ایرانی (زادهٔ ۱۳۱۷)
- ۲۶ - قسمت خانی، خواننده فولکلور تالشی (زادهٔ ۱۳۲۳)

### آذر

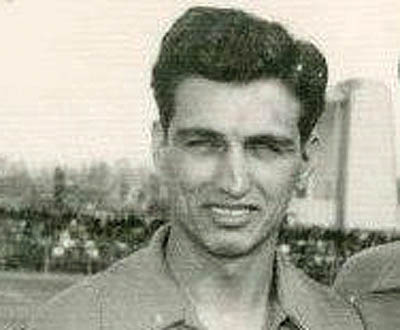
بیوک جدی‌کار

- ۲ - آیت‌الله محمدتقی مطهری بروجردی، فقیه ایرانی (زادهٔ ۱۳۰۵)
- ۶ - داوود نصیری، ورزشکار و اولین داور ورزشی ایرانی ملقب به پدر ورزش ایران (زادهٔ ۱۳۰۰)
- ۶ - ژیلا مهرجویی، طراح ایرانی صحنه و لباس (زادهٔ ۱۳۲۴)
- ۱۳ - بیژن دفتری بشلی، پدر امداد و نجات ایران (زادهٔ ۱۳۲۷)
- ۱۴ - کاظم معتمدنژاد، پدر علم ارتباطات ایران (زادهٔ ۱۳۱۳)
- ۱۴ - عبدالقیوم بیسد، پدر تئاتر افغانستان (زادهٔ ۱۳۰۷)
- ۲۶ - بیوک جدی‌کار، فوتبالیست ایرانی و نخستین لژیونر فوتبال ایران و آسیا (زادهٔ ۱۳۰۸)

### دی
- ۶ - سید علی‌اکبر پرورش، سیاستمدار ایرانی (زادهٔ ۱۳۲۱)
- ۷ - کریم کشاورز، قدیمی‌ترین فوتبالیست ایرانی (زادهٔ ۱۲۹۶)
- ۷ - رضا مرزبان، روزنامه‌نگار ایرانی (زادهٔ ۱۳۰۷)
- ۸ - جهانگیر جهانگیری، کارگردان ایرانی سینما (زادهٔ ۱۳۲۵)
- ۱۰ - حسین یوسف‌زمانی، آهنگساز ایرانی و نوازنده ویلن (زادهٔ ۱۳۱۲)
- ۱۱ - جعفر نامدار، داور و فوتبالیست ایرانی (زادهٔ ۱۳۱۳)
- ۱۳ - کریم صف‌شکن، بوکسور ایرانی (زادهٔ ۱۳۱۸)
- ۱۷ - نورالدین نوری، روزنامه‌نگار و مدیر مطبوعاتی ایرانی (زادهٔ ۱۳۰۴)
- ۲۴ - سید جعفر سجادی، عرفان‌پژوه و ایران‌شناس ایرانی (زادهٔ ۱۳۰۳)
- ۲۸ - ملا فاضل السکرانی، شاعر و ادیب عرب خوزستانی (زادهٔ ۱۳۰۲)
- ۲۸ - محمود بگلو، نخستین المپین زمستانی ایران (زادهٔ ۱۳۰۸)
- ۲۸ دی - بیوک آقا، نوازنده تار (زاده ۱۳۱۲)

### بهمن

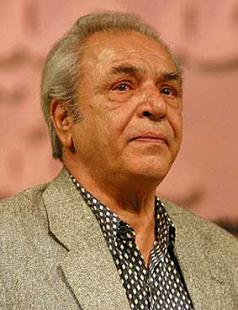
مازیار پرتو

- ۲ - مازیار پرتو فیلمبردار و تدوینگر ایرانی سینما (زاده ۱۳۱۱)
- ۵ - ناصر میناچی، نخستین وزیر فرهنگ و ارشاد اسلامی (زاده ۱۳۱۰)
- ۷ - پرتو مهتدی، مترجم و منتقد ایرانی سینما (زاده ۱۳۳۰)
- ۹ - یحیی مافی، پژوهشگر ایرانی مسائل آموزشی و تربیتی (زاده ۱۳۰۲)
- ۱۳ - دکتر رضا سیروس صبری، معمار، استاد دانشگاه و پژوهشگر ایرانی (زاده ۱۳۳۳)
- ۱۷ - بهمن فرزانه مترجم و نویسنده ایرانی (زاده ۱۳۱۷)
- ۱۷ - آیت‌الله سید محمدباقر موحد ابطحی دانشمند و نویسنده دینی ایرانی (زاده ۱۳۰۶)
- ۲۷ - منصور کوشان، شاعر، نویسنده، پژوهشگر و روزنامه‌نگار ایرانی (زاده ۱۳۲۷)
- ۳۰ - حاج حسن خان شیرکوند، استاد خوشنویسی ایرانی (زاده ۱۳۰۴)

### اسفند

غزاله شکور

- ۱ - ابوالفضل حاجی‌حیدری، مبارز انقلابی ایرانی و از اعضای حزب موتلفه اسلامی (زاده ۱۳۱۹)
- ۲ - نوید شاهسوندی، اسکی باز(زاده ۱۳۶۴)
- ۵ - عبدالمجید مجیدی، سیاستمدار ایرانی (زاده ۱۳۰۲)
- ۱۲ - غزاله شکور ، دانشجوی هنر ایران و اتریش و مقتول
- ۱۹ - پروین میکده، بازیگر ایرانی
- ۲۶ - مولوی احمد ناروئی، امام جمعه موقت مسجد مکی زاهدان